# هلگا کلاین
هلگا کلاین (آلمانی: Helga Klein; ۱۵ اوت ۱۹۳۱ – ۲۷ ژانویهٔ ۲۰۲۱) دونده سرعت اهل آلمان بود.